# ロイド・エスペンシード
ロイド・エスペンシード（Lloyd Espenschied、1889年4月27日 - 1986年6月21日）は、アメリカ合衆国の電気工学者である。ハーマン・アッフェルとともに現代的な同軸ケーブルを発明した。

## 若年期と教育
エスペンシードは1889年4月27日にミズーリ州セントルイスの北のバーデンでフレデリックとクララの間に生まれた。父はセントルイス法学校（現 セントルイス・ワシントン大学法学部）を1875年に卒業し、義兄に当たるセントルイス市長ヘンリー・オーバーストルツの私設秘書を務めた。父フレデリックはその後、市の会計役を経て、1891年から1893年まで州上院議員を務めた。
エスペンシードは子供の頃にニューヨーク市ブルックリン区に移り住んだ。無線通信技術に興味を持ち、1904年までにはアマチュア無線家になっていた。1907年にプラット・インスティテュートに入学し、応用工学の学位を得た。在学中、夏休みの間はユナイテッド・ワイヤレス・テレグラフで働いていた。

## キャリア
エスペンシードは1909年にテレフンケン無線電信会社にエンジニアとして入社した。1910年にAT&Tに移り、ベル研究所の一員として様々な研究を行った。1937年から1954年に退職するまでの17年間は、ベル研究所の研究コンサルタントとなった。
1916年から、ハーマン・アッフェルらとともに、メリーランド州ボルチモアからペンシルベニア州ピッツバーグまでの搬送システムについての研究を行い、その過程で2人は現代的な同軸ケーブルを発明した。このケーブルにより、テレビの放送信号の長距離伝搬が可能になり、また、何千件もの長距離通話を同時に行えるようになった。
1930年、ウィリアム・リッテル・エバリットが発明した電波高度計で使われていた数値解析に基づく装置の特許を取得した。エスペンシードは、無線・有線通信の分野で百件以上の特許を保有していた。

## 私生活
1912年4月、プラット・インスティテュートの同級生のエセル・フェアフィールド・ラブジョイ(Ethel Fairfield Lovejoy)と結婚した。エセルとの間に2人の子供をもうけた。
エスペンシードは孤立主義者であり、第二次世界大戦へのアメリカの参戦に反対していた。アメリカの参戦後、陸軍省の職員に対してエスペンシードは「我々は主に、イギリスのプロパガンダ、ユダヤ人のプロパガンダ、ルーズベルトの帝国主義によって、この混乱に巻き込まれた」と述べた。
エスペンシードは1986年6月21日、ニュージャージー州モンマス郡ホルムデルの老人ホームで死去した。97歳だった。